# Bright Automotive
Bright Automotive – amerykański producent hybrydowych samochodów dostawczych z siedzibą w Anderson działający w latach 2008–2012.

## Historia
Motoryzacyjny startup Bright Automotive został założony w amerykańskim mieście Anderson w stanie Indiana w 2008 roku przez grupę byłych pracowników Chryslera, Delphi (obecnie Aptiv), General Motors czy Toyoty. Przewodził jej John E. Waters, który w General Motors zajmował się rozwojem samochodów zelektryfikowanych na czele z modelem EV1. Obierając za cel rozwój samochodów hybrydowych typu plug-in, zawnioskowano o pożyczkę na rozwój z federalnych środków amerykańskiego Ministerstwa Energii, a także pozyskano 5 milionów dolarów finansowania od General Motors.
W kwietniu 2009 roku startup przedstawił prototyp swojego samochodu w postaci średniej wielkości dostawczej furgonetki o nazwie Bright Idea, charakteryzując się spalinowo-elektrycznym napędem doładowywanym z wtyczki. Charakteryzujący się ładownością 900 kg, pojemnością ładunkową 5 metrów sześciennych i niskim deklarowanym spalaniem (ok. 2,35l/100 km) pojazd miał trafić do produkcji docelowo w 2012 roku.

### Bankructwo
Ogłoszone w 2009 roku plany związane z produkcją swojej hybrydowej furgonetki nie doczekały się realizacji, a zamiast przygotowywać się do niej w wyznaczonym terminie, w lutym 2012 roku startup był zmuszony zakończyć działalność. Pozyskane w 2008 roku 5 milionów dolarów od General Motors okazały się niewystarczające z racji braku odpowiedzi na wniosek pożyczkowy do organów federalnych, który nie doczekał się realizacji przez 3 lata od jego złożenia.

## Modele samochodów

### Studyjne
- Bright Idea (2009)